# 施蒂芬·贝肯鲍尔
施蒂芬·贝肯鲍尔（Stephan Beckenbauer，1968年12月1日—2015年7月31日）曾是一位德国足球运动员，在场上司职後衛。施蒂芬·贝肯鲍尔最终因罹患脑瘤而死，卒年46岁。
贝肯鲍尔的父亲弗朗茨·贝肯鲍尔也是个足球运动员。施蒂芬的儿子卢卡（Luca）也是个职业足球运动员，2022年時他在巴伐利亚足球地区联赛的瓦克尔布格豪森体育俱乐部效力。